# Josh Stolberg
Josh Stolberg (Columbia, 7 marzo 1971) è uno sceneggiatore e regista statunitense.

## Biografia
Si è laureato alla scuola di cinema della University of Southern California nel 1996. Inizia subito a lavorare come sceneggiatore nella serie televisiva Tesoro mi si sono ristretti i ragazzi. Negli anni seguenti ha scritto la sceneggiatura di episodi di serie tv e di film e ha debuttato come regista nel filk Kids in America.
Si è sposato con Leila Charles Leigh nel settembre 2001 e ha due figli Asher Ronin Stolberg e Xander Brighton Stolberg.

## Filmografia

### Regista
- Kids in America (2005)
- The Life Coach (2005)
- Conception (2011)
- Crawlspace (2013)
- Feels So Good (2013)
- Hungover Games - Giochi mortali (The Hungover Games) (2014)

### Sceneggiatore
- Kids in America (2005)
- The Life Coach (2005)
- Tutte pazze per Charlie (Good Luck Chuck) (2007)
- Patto di sangue (Sorority Row) (2009)
- Piranha 3D (2010)
- Conception (2011)
- Crawlspace (2013)
- Feels So Good (2013)
- Saw Legacy (Jigsaw) (2017)
- Spiral - L'eredità di Saw (Spiral: From the Book of Saw) (2021)
- Saw X, regia di Kevin Greutert (2023)